# Museo de Arte Contemporáneo de Niterói
El Museo de Arte Contemporáneo de Niterói  (en portugués, Museu de Arte Contemporânea de Niterói), es un museo dedicado al arte contemporáneo brasileño situado en la ciudad de Niterói, en el estado de Río de Janeiro, Brasil.
Diseñado por el arquitecto Oscar Niemeyer con la ayuda del ingeniero estructural Bruno Contarini, es una de las últimas obras realizadas por Niemeyer a sus 100 años. El Museo de Arte Contemporáneo de Niterói tiene 16 metros de alto y su cúpula un diámetro de 50 metros, con tres pisos. Proyecta sobre el mirador de Boa Viagem ("Buen Viaje") una superficie de 817 metros cuadrados que rodea la base cilíndrica "como una flor", en palabras de Niemeyer.
Una amplia rampa de acceso conduce a un Pasillo de Exposiciones, con capacidad para sesenta personas. Dos puertas llevan a la galería de observación, desde la cual se puede contemplar la bahía de Guanabara y el pico Pan de Azúcar.  